# Punta Antonelli
Punta Antonelli är en udde i Antarktis. Den ligger i Sydshetlandsöarna. Argentina, Chile och Storbritannien gör anspråk på området.
Terrängen inåt land är huvudsakligen kuperad, men åt sydost är den platt. Havet är nära Antonelli norrut. Trakten är obefolkad. Det finns inga samhällen i närheten. 